# Amayana
Amayana is een Duits platenlabel voor jazzmuziek, opgericht door muziekuitgever, producer en impresario Heinz Ulm, ook oprichtrer van het label AAR.
Op het label zijn platen uitgekomen van Ken Rhodes, Music Community, Sid Kucera, Revival Jazzband Prag, Ex Ovo Pro, Sinto en Lahn River Jassband.